# Cerebrina
Cerebrina es un género de foraminífero bentónico de la familia Lagenidae, de la superfamilia Nodosarioidea, del suborden Lagenina y del orden Lagenida. Su especie-tipo es Oolina apiculata. Su especie-tipo es Cerebrina perplexa. Su rango cronoestratigráfico abarca desde el Cretácico hasta la Actualidad.

## Clasificación
Cerebrina incluye a las siguientes especies:
- Cerebrina adamanta
- Cerebrina akpatii
- Cerebrina claricerviculata
- Cerebrina conformata
- Cerebrina contusa
- Cerebrina curvicostata
- Cerebrina depressula
- Cerebrina granulocostata
- Cerebrina hexagona
- Cerebrina lacunata
- Cerebrina laqueata
- Cerebrina laureata
- Cerebrina neocastrensis
- Cerebrina perforata
- Cerebrina perplexa
- Cerebrina pilasensis
- Cerebrina pirellii
- Cerebrina scarenaensis
- Cerebrina schulzeana
- Cerebrina serangodella
- Cerebrina squamosomarginata
- Cerebrina stellata
- Cerebrina terrilli
- Cerebrina tricincta
- Cerebrina tumulosa
- Cerebrina undulaticostata

Otra especie considerada en Quinqueloculina es:
- Cerebrina clathrata, aceptado como Fissurina clathrata